# Movin' On
Movin' On is een Engelstalige single van de Belgische band Ian Van Dahl uit 2005.
De single bevatte daarnaast een "versie" van het lied.

## Meewerkende artiesten
Producer: 
- Peter Luts

Muzikanten:
- Annemie Coenen (zang)